# Henry William Ravenel
Pour les articles homonymes, voir Ravenel.
Henry William Ravenel, né le 19 mai 1814 à Berkeley (Caroline du Sud), mort le 17 juillet 1887 à Aiken (Caroline du Sud), fut l'un des premiers botanistes et mycologues américains durant la période de la guerre civile. Avec le Révérend Moses A. Curtis  (1808-1872), il fut sans doute le seul Américain à avoir accumulé une telle connaissance des plantes et des champignons des États-Unis à cette époque.

## Biographie
Il descend d'une famille de huguenots français installée en Caroline du Sud au XVIIe siècle (voir : René Ravenel). Né dans la paroisse de Saint John, à Pineville, aujourd'hui rattachée au comté de Berkeley, il étudie l’histoire naturelle à l'université de Caroline du Sud de 1829 à 1832. Établi à St. John comme planteur, il est passionné par la botanique, particulièrement les cryptogames, et consacrera toute sa vie à la récolte et à l'étude enthousiaste, non seulement des phanérogames, mais des algues, des lichens, des mousses et surtout des champignons supérieurs, dont il découvre et décrit un grand nombre d'espèces nouvelles.
Il rassemble un vaste herbier, réparti dans cinq volumes de spécimens fongiques secs, sous le nom de Fungi Caroliniani Exsiccati (Charleston, 1853-1860) et, en plus de ses travaux botaniques, publie avec Mordecai C. Cooke  (1825-1914) les fameux Fungi Americani (Londres, 1878-1882), série de huit volumes qui fut largement distribuée auprès des plus grands botanistes et mycologues du siècle dernier. Plusieurs de ses collections renfermant les spécimens types de nombreuses espèces, constituent les références indispensables à l'étude taxinomique et systématique de nombreux mycota américains et mondiaux.
Rédacteur agricole du Weekly News and Courier, il est nommé botaniste de la commission gouvernementale envoyée au Texas en 1869 pour y étudier les maladies du bétail. Au moment de sa mort il était toujours botaniste attaché au ministère de l'agriculture de Caroline du Sud.
Membre émérite de plusieurs sociétés scientifiques aux États-Unis et en Europe, l'université de Caroline du Nord lui décerne en 1886 le titre honoraire de LL.D (Legum Legum Doctor, Docteur en droit). Son nom est immortalisé dans le genre Ravenelia (genre de Pucciniales tellement original par ses caractères qu'il est peu probable qu'il sera un jour réduit en synonymie), ainsi qu'à travers les très nombreuses espèces de cryptogames qui lui ont été dédiées en tant que leur découvreur.

## Herbier Ravenel
Ravenel fut également, toute sa vie durant, un collecteur assidu de plantes vasculaires et son herbier personnel, de 6 500 spécimens, reste une des références majeure pour la recherche en systématique et l'inventaire de la flore du sud-est des États-Unis. Longtemps hébergée par le Converse College de Spartanburg, la collection privée de plantes vasculaires de Ravenel est à présent conservée à l'Université de Caroline du Sud, département des sciences biologiques, sous le nom de H. W. Ravenel Collection of Converse College, intégrée au A. C. Moore Herbarium.

## Taxons dédiés à Ravenel
Berkeley lui dédia le genre Ravenelia Berk., Gard. Chron., 1853: 132 (1853) 
[Raveneliaceae, Uredinales, Incertae sedis, Urediniomycetes, Basidiomycota, Fungi] et plus d'une centaine d'espèces fongiques lui ont été dédiées, parmi lesquelles :
- Passalora raveneliae (M.D. Mehrotra & R.K. Verma) U. Braun & Crous (2003), (ex Mycovellosiella r.); Anamorphe de Mycosphaerella

- Amphiporthe raveneliana (Thüm. & Rehm) M.E. Barr (1978); Valsaceae (ex Diaporthe leiphaemia var. r., ex Cryptodiaporthe)
- Cercosporella raveneliana (Thüm.) Sacc.; Anamorphe de Mycosphaerella
- Ramaria raveneliana (Coker) R.H. Petersen (1982); Gomphaceae (ex Clavaria)

- Fusidium ravenelianum Thüm.; Anamorphe de Nectria

- Acrospermum ravenelii Berk. & M.A. Curtis (1876); Acrospermaceae
- Agaricus ravenelii Berk. & Broome; Agaricaceae
- Amanita ravenelii (Berk. & Broome) Sacc.; Pluteaceae
- Anaptychia ravenelii (Tuck.) Zahlbr. (1931), (= Heterodermia domingensis); Physciaceae
- Arcangeliella ravenelii (Berk. & M.A. Curtis) C.W. Dodge (1931); Russulaceae
- Arthonia ravenelii Tuck. (1887); Arthoniaceae
- Asterosporium ravenelii Farl.; Anamorphe Ascomycetes
- Bacidia ravenelii (Tuck.) Zahlbr. (1926); Bacidiaceae
- Biatora ravenelii Tuck. (1888); Bacidiaceae
- Bilimbia ravenelii (Tuck.) Fink (1935); Porpidiaceae
- Boletus ravenelii Berk. & M.A. Curtis; Boletaceae
- Botryodiplodia ravenelii Sacc.; Anamorphe Ascomycetes
- Broomella ravenelii (Berk.) Sacc.; Amphisphaeriaceae
- Calicium ravenelii Tuck. (1861); Caliciaceae
- Calostoma ravenelii (Berk.) Massee; Calostomataceae
- Cantharellus ravenelii Berk. & M.A. Curtis (1853), (= Hygrophoropsis aurantiaca); Hygrophoropsidaceae
- Cenangella ravenelii (Berk.) Sacc.; Dermateaceae
- Cerrenella ravenelii (Berk.) Murrill (1908), (= Phellinus viticola); Hymenochaetaceae
- Chaetocypha ravenelii (Berk. & M.A. Curtis) Kuntze (1891); Fungi
- Cladonia ravenelii Tuck. (1882); Cladoniaceae
- Cochliobolus ravenelii Alcorn (1981); Pleosporaceae (ex Napicladium, ex Helminthosporium, ex Drechslera, ex Bipolaris)
- Cordyceps ravenelii Berk. & M.A. Curtis (1856); Clavicipitaceae
- Cucurbitaria ravenelii Cooke & Massee; Cucurbitariaceae
- Cyphella ravenelii Berk. & M.A. Curtis (1853); Cyphellaceae
- Cyphella ravenelii Sacc. (1888); Cyphellaceae
- Cytidium ravenelii (Berk. & M.A. Curtis) Morgan; Physaraceae
- Daedalea ravenelii Berk. (1872), (= Phellinus viticola); Hymenochaetaceae
- Didymium ravenelii Berk. & M.A. Curtis; Didymiaceae
- Diplodia ravenelii Cooke (1880); Anamorphe de Botryosphaeria
- Encoeliella ravenelii (Berk. & M.A. Curtis) Höhn.; Helotiaceae
- Erysiphe ravenelii (Berk.) U. Braun & S. Takam. (2000); Erysiphaceae
- Eutypella ravenelii Rehm; Diatrypaceae
- Ganoderma ravenelii Steyaert (1980); Ganodermataceae
- Hydnangium ravenelii Farl.; Hydnangiaceae
- Hydnochaete ravenelii (Berk.) Pat. (1900), (= Phellinus viticola); Hymenochaetaceae
- Hygrophorus ravenelii Berk. & M.A. Curtis; Hygrophoraceae
- Hypocrea ravenelii Berk.; Hypocreaceae
- Hypoxylon ravenelii Sacc. (1882); Xylariaceae
- Inoderma ravenelii (Berk. & M.A. Curtis) P. Karst. (1880); Mesophelliaceae
- Irpex ravenelii (Berk.) Overh.; Steccherinaceae
- Lecanactis ravenelii (Tuck.) R.C. Harris (1990); Roccellaceae
- Lentinus ravenelii Berk. & M.A. Curtis (1849); Polyporaceae
- Leptotrema ravenelii (Tuck.) Fink (1935); Thelotremataceae
- Lobaria ravenelii (Tuck.) Yoshim. (1971); Lobariaceae
- Lophodermium ravenelii Minter (1981); Rhytismataceae
- Macrosporium ravenelii Thüm.; Anamorphe de Lewia
- Merulius ravenelii Berk. (1872), (= Meruliopsis taxicola); Meruliaceae
- Merulius ravenelii (Berk. & M.A. Curtis) Kuntze (1891), (= Hygrophoropsis aurantiaca); Hygrophoropsidaceae
- Microporus ravenelii (Berk. & M.A. Curtis) Kuntze (1898); Polyporaceae
- Microsphaera ravenelii Berk.; Erysiphaceae
- Mitremyces ravenelii Berk. (1857); Calostomataceae
- Mutinus ravenelii (Berk. & M.A. Curtis) E. Fisch. (1888); Phallaceae (ex Corynites, ex Dictyophora, ex Ithyphallus)
- Mycocalicium ravenelii (Tuck.) Fink (1935); Mycocaliciaceae
- Mycosphaerella ravenelii (Cooke) Tomilin (1972); Mycosphaerellaceae
- Nemania ravenelii (Rehm) Y.M. Ju & J.D. Rogers (2002); Xylariaceae (ex Hypoxylon)
- Octaviania ravenelii (Berk.) Lloyd (1922); Boletaceae
- Opegrapha ravenelii (Tuck.) Tehler (1993); Roccellaceae
- Peziza ravenelii Berk. & M.A. Curtis; Pezizaceae
- Phaeosolenia ravenelii (Berk. & M.A. Curtis) W.B. Cooke (1961); Cortinariaceae
- Phallus ravenelii Berk. & M.A. Curtis; Phallaceae
- Phlebiopsis ravenelii (Cooke) Hjortstam (1987); Phanerochaetaceae (ex Scopuloides, ex Phanerochaete, ex Peniophora, ex Membranicium)
- Physarum murinum var. ravenelii (Morgan) Torrend; Physaraceae
- Physcia ravenelii Tuck. (1882), (= Heterodermia domingensis); Physciaceae
- Platygrapha ravenelii Tuck. (1872); Thelotremataceae
- Platysma ravenelii Tuck.; Ramalinaceae
- Pleurotheliopsis ravenelii (Tuck.) Müll. Arg.; Verrucariaceae
- Pocillaria ravenelii (Berk. & M.A. Curtis) Kuntze (1891); Polyporaceae
- Podoscypha ravenelii (Berk. & M.A. Curtis) Pat. (1900); Podoscyphaceae (ex Stereum)
- Polyporus ravenelii Berk. & M.A. Curtis (1873); Polyporaceae
- Polystictus ravenelii Berk. & Fr. (1851); Hymenochaetaceae
- Pulveroboletus ravenelii (Berk. & M.A. Curtis) Murrill (1909); Boletaceae
- Pyrenula ravenelii (Tuck.) R.C. Harris (1989); Pyrenulaceae (ex Pyrenastrum, ex Parmentaria)
- Ricasolia ravenelii (Tuck.) Nyl. (1863); Bacidiaceae
- Schismatomma ravenelii (Tuck.) Zahlbr. (1923); Roccellaceae
- Septoria ravenelii Thüm.; Anamorphe de Mycosphaerella
- Sesia ravenelii (Berk.) Kuntze (1891), (= Meruliopsis taxicola); Meruliaceae
- Sphaerella ravenelii Cooke; Mycosphaerellaceae
- Sticta ravenelii Tuck. (1859); Lobariaceae
- Striglia ravenelii (Berk.) Kuntze (1891), (= Phellinus viticola); Hymenochaetaceae
- Tetraposporium ravenelii (Cooke) S. Hughes (1951); Anamorphe Ascomycetes (ex Triposporium)
- Thelephora ravenelii Berk. (1873), (= Stereopsis hiscens); Podoscyphaceae
- Thelotrema ravenelii Tuck. (1882); Thelotremataceae
- Tympanis ravenelii Berk.; Helotiaceae
- Unguiculariopsis ravenelii (Berk. & M.A. Curtis) W.Y. Zhuang & Korf (1987); Helotiaceae
- Zelleromyces ravenelii (Berk. & M.A. Curtis) Singer & A.H. Sm. (1960); Russulaceae (ex Cenangium, ex Octaviania)
- Grandinia ravenelli Henn. (1900), (= Scytinostroma fulvum); Lachnocladiaceae
- Mycocalicium ravenellii; Mycocaliciaceae
- Eutypella stellulata var. ravenelii Rehm; Diatrypaceae